# Federico Pagani
Federico Pagani (Como, 2 maggio 1985) è un pallanuotista italiano, centrovasca e capitano del Lugano. Nel 2012 con la Rari Nantes Florentia ha raggiunto un secondo posto Coppa LEN, nel 2014 con Brescia è stato vicecampione d'Italia e finalista in Coppa Italia, mentre al Lugano ha vinto quattro campionati svizzeri, una Coppa di Svizzera e due edizioni dello Swiss Trophy.

## Statistiche

### Presenze e reti nei club
| Stagione        | Squadra           | Campionato      | Campionato | Campionato | Coppe nazionali | Coppe nazionali | Coppe nazionali | Coppe continentali | Coppe continentali | Coppe continentali | Totale | Totale |
| Stagione        | Squadra           | Comp            | Pres       | Reti       | Comp            | Pres            | Reti            | Comp               | Pres               | Reti               | Pres   | Reti   |
| --------------- | ----------------- | --------------- | ---------- | ---------- | --------------- | --------------- | --------------- | ------------------ | ------------------ | ------------------ | ------ | ------ |
| 2002-2003       | Como              | A2              | ?          | ?          |                 | -               | -               |                    | -                  | -                  | ?      | ?      |
| 2003-2004       | Florentia         | A1              | ?          | 0          |                 | -               | -               |                    | -                  | -                  | ?      | 0      |
| 2004-2005       | Florentia         | A1              | ?          | ?          |                 | -               | -               |                    | -                  | -                  | ?      | ?      |
| 2005-2006       | Florentia         | A1              | ?          | 0          |                 | -               | -               |                    | -                  | -                  | ?      | 0      |
| 2006-2007       | Florentia         | A1              | ?          | 0          |                 | -               | -               |                    | -                  | -                  | ?      | 0      |
| 2007-2008       | Florentia         | A1              | ?          | 0          |                 | -               | -               |                    | -                  | -                  | ?      | 0      |
| 2008-2009       | Florentia         | A1              | ?          | 62         |                 | -               | -               |                    | -                  | -                  | ?      | 62     |
| 2009-2010       | Florentia         | A1              | ?          | 58         |                 | -               | -               |                    | -                  | -                  | ?      | 58     |
| 2010-2011       | Florentia         | A1              | 10         | 25         |                 | -               | -               |                    | -                  | -                  | 10     | 25     |
| 2020-2021       | Lugano Pallanuoto | NWL             | 16         | 38         |                 | -               | -               |                    | -                  | -                  | 16     | 38     |
| 2021-2022       | Lugano Pallanuoto | NWL             | 20         | 44         |                 | -               | -               |                    | -                  | -                  | 20     | 44     |
| 2022-2023       | Lugano Pallanuoto | NWL             | 16         | 52         |                 | -               | -               |                    | -                  | -                  | 16     | 52     |
| 2023-2024       | Lugano Pallanuoto | NWL             | 7          | 31         |                 | -               | -               | Swiss Cup          | 2                  | 13                 | 9      | 44     |
| Totale carriera | Totale carriera   | Totale carriera | ?          | ?          |                 | -               | -               |                    | -                  | -                  | ?      | ?      |